# 나이토 마사카쓰 (1643년)
나이토 마사카쓰(일본어: 内藤正勝, 1643년 ~ 1694년 9월 25일)는 에도 시대 전기의 하타모토, 다이묘이다. 무사시 아카누마번 초대 번주이자 시나노 이와무라다번 나이토 씨의 시조이다.